# Zgornje Gorje

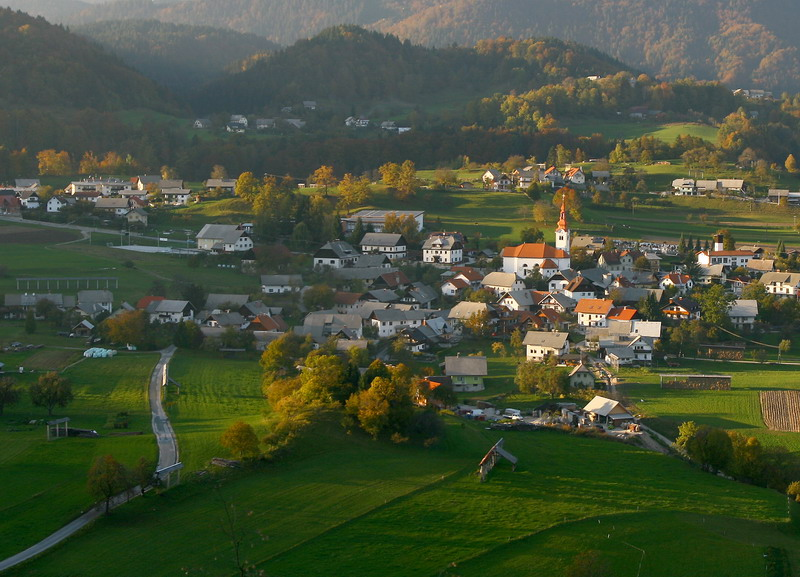
Zgornje_Gorje

Zgornje Gorj (deutsch: Ober-Göriach) ist eine Ortschaft im Tal von Bohinj in der historischen Landschaft Oberkrain (Region Gorenjska) in Slowenien. Der Ort ist Verwaltungssitz der Gemeinde Gorje.